# Toledo (Kolumbia)
Toledo – miasto w Kolumbii, w departamencie Antioquia.